# Min Dezillie
Min Dezillie (Duffel, 15 de mayo de 1973) es una deportista belga que compitió en vela en la clase Europe. Ganó una medalla de plata en el Campeonato Mundial de Europe de 1990.

## Palmarés internacional
| Campeonato Mundial | Campeonato Mundial | Campeonato Mundial | Campeonato Mundial |
| Año                | Lugar              | Medalla            | Clase              |
| ------------------ | ------------------ | ------------------ | ------------------ |
| 1990               | Livorno (Italia)   | Medalla de plata   | Europe             |